# Buco nero ottico
Un buco nero ottico è un fenomeno in cui la luce lenta passa attraverso un condensato di Bose-Einstein che ruota più velocemente della velocità della luce locale all'interno, creando un vortice capace di intrappolare la luce dietro un orizzonte degli eventi, proprio come avviene in un buco nero gravitazionale.
A differenza di altri analoghi dei buchi neri, come un buco nero acustico in un condensato di Bose-Einstein, non ci si aspetta che un analogo di un buco nero a luce lenta imiti gli effetti quantistici di un buco nero e, quindi, non emetta radiazioni di Hawking. Tuttavia, esso imita le proprietà classiche di un buco nero gravitazionale, rendendolo potenzialmente utile nello studio di altre caratteristiche dei buchi neri Più recentemente, alcuni fisici hanno sviluppato un sistema basato sulla fibra ottica che credono possa emettere radiazioni di Hawking.